# Giovanni Sartori (garibaldino)
Giovanni Sartori (Corteno, 27 febbraio 1836 – Genova, 7 febbraio 1917) è stato un patriota italiano, prese parte alla Spedizione dei Mille.

## Biografia
Nel 1859 combatté a Como e a Varese;   nel 1860 prese parte alla spedizione dei mille, distinguendosi a Calatafimi, dove ricevette una medaglia al valore. Nel 1866 partecipò alla battaglia di Ponte Caffaro e di Bazzecca mentre nel 1867 fu tra i vinti di Mentana, nella campagna dell'Agro romano per la liberazione di Roma.